# Kurienbischof
Als Kurienbischof oder Kurienerzbischof wird in der römisch-katholischen Kirche ein Bischof bezeichnet, der nicht einer Diözese vorsteht, sondern als Titularbischof (bzw. falls er zuvor Diözesanbischof war, als emeritierter Bischof seiner vorherigen Diözese) ein Leitungsamt in der Verwaltung der Römischen Kurie innehat. Anders als beim bekannteren Kurienkardinal, der im Allgemeinen Kirchenrecht der römisch-katholischen Kirche Erwähnung findet, handelt es sich beim Kurien(erz)bischof um eine inoffizielle, wenn auch weit verbreitete Bezeichnung. In Dikasterien, die üblicherweise von einem Kardinal geleitet werden, ist häufig die Position des Sekretärs als zweithöchstes Amt mit einem Geistlichen im Rang eines Erzbischofs besetzt. Dem Papst steht jedoch frei, von dieser Regel abzuweichen oder andere Positionen mit Trägern des Bischofsamtes zu besetzen.
Beispiele für Kurienerzbischöfe sind der beurlaubte Präfekt des Päpstlichen Hauses, Georg Gänswein, oder der Substitut des Staatssekretariats, Edgar Peña Parra. Kurienbischöfe sind zum Beispiel Josef Clemens, ehemals Sekretär des Päpstlichen Rates für die Laien, Franz-Peter Tebartz-van Elst, Apostolischer Delegat im Päpstlichen Rat für die Neuevangelisierung, sowie Luis Marín de San Martín, Untersekretär der Bischofssynode.
Der Titel des Kurienbischofs wird in einigen orientalischen Patriarchatskirchen analog zur Römischen Kurie für Bischöfe verwendet, die dem Patriarchen untergeordnet sind, im Unterschied zu Weihbischöfen aber Leitungsfunktionen in der Patriarchalverwaltung ausüben. Ein Beispiel für einen ostkirchlichen Amtsträger ist der syrisch-katholische Kurienbischof Flavien Joseph Melki.